# Nagroda im. Roberta Walsera
Nagroda im. Roberta Walsera (niem. Robert-Walser-Preis) – szwajcarska nagroda literacka przyznawana od 1978 przez rodzinne miasto Roberta Walsera Biel/Bienne.
Organizatorem nagrody jest Fundacja im. Roberta Walsera w Biel. Wartość nagrody wynosi 20 tys. franków szwajcarskich.

## Laureaci nagrody im. Roberta Walsera
- 1978: Marianne Fritz(inne języki) za Schwerkraft der Verhältnisse
- 1981: Matthias Zschokke za Max
- 1984: Michel Host(inne języki) za L’hombre, le fleuve, l’été
- 1987: Werner Fritsch(inne języki) za Cherubim
- 1990: Thomas Hettche(inne języki) za Ludwig muß sterben
- 1993: Malika Wagner(inne języki) za Terminus Nord
- 1995: Klaus Händl(inne języki) za Legenden
- 1998: Frédérique Clémençon za Une saleté
- 2001: Ueli Bernays(inne języki) za August
- 2004: Thierry Hesse(inne języki) za Le cimetière américain
- 2006: Monique Schwitter za Wenn’s schneit beim Krokodil
- 2008: Marius Daniel Popescu(inne języki) za La symphonie du loup
- 2010: Patrick Hofmann(inne języki) za Die letzte Sau
- 2012: Mariette Navarro(inne języki) za Alors Carcasse
- 2014: Roman Ehrlich(inne języki) za Das kalte Jahr
- 2016: Elisa Shua Dusapin(inne języki) za Hiver à Sokcho
- 2018: Gianna Molinari(inne języki) za Hier ist noch alles möglich i Gabriel Allaire za Pas de géants